# 持続化給付金
持続化給付金（じぞくかきゅうふきん）は、日本における新型コロナウイルス感染症（COVID-19）による経済的影響への緊急経済対策の一施策として、2020年（令和2年）に実施された中小企業には最大200万円、個人事業主らに最大100万円の現金を給付する制度、またはその給付金である。警察庁によると、2022年6月1日時点で持続化給付金詐欺事件で摘発されたのは3655人・被害総額約31億8000万円となっている。

## 概要
支給対象者の3要件は
1. 2019年以前から事業により事業収入を得ていて事業継続の意思があること。
2. 2020年1月以降に新型コロナウイルス感染症拡大の影響等で、前年同月比で事業収入が50％以上減少した月があること。
3. 2020年の開業月から2020年3月までの月平均の事業収入（売上高）より50％以上減少した月が2020年12月までにあるフリーランス（個人事業主）又は資本金10億円未満か常時雇用する従業員2千人未満で収入が50%以上減少した中小企業であること。

2020年度予算の新型コロナ対策の予備費1兆1257億円のうち、8割以上が持続化給付金支給に充てられた大規模経済対策。
その後、2021年には規模が縮小されて同様な施策「一時支援金」・「月次支援金」が続き、2022年にはリニューアルされて「事業復活支援金」が続いた。

## サービスデザイン推進協議会
持続化給付金の業務は、サービスデザイン推進協議会に769億円で委託され、そこから電通に749億円で再委託されている。野党は再委託で業務費が膨らんだことを問題視している。この差額の20億円の中でも、給付金の振り込みなど計16・4億円分をみずほ銀行などに外注している。田嶋要は「（残りの業務の）中身は何もないから幽霊会社でも務まる」と批判した。政府の説明によれば、協議会は事業全体の工程管理などを担当しているという。
749億円で委託を受けた電通はさらに、5社のグループ企業に645億円で業務を外注している。野党議員が2020年6月1日にサービスデザイン推進協議会の事務所を訪問したが、応答はなかった。野党は同協議会に実体があるのか問題視している。入札にはサービスデザイン推進協議会の他、デロイトトーマツフィナンシャルアドバイザリーが参加しており、野党はデロイト社の入札金額を公開するように求めているが、政府側はこれを拒んでいる。

## 性善説制度による不正受給の横行
緊急性を鑑みて、事前審査を甘い性善説制度にしたことで、支給後審査で不正受給の摘発・出頭が多発した。2020年9月時点でも新型コロナウイルス対策で国が個人事業主らに支給する「持続化給付金」の不正受給が横行している。通常の国の補助金は審査が厳しく、詳細な事業内容や数年分の過去の確定申告書類など様々な書類が必要である一方、持続化給付金は1年分の確定申告書類と対象月の売り上げ台帳、通帳の写しなどをインターネットで申請すれば2週間ほどで給付金が振り込まれる制度であった。そのため、2020年8月末までに300万件超が支給されたが、不正受給が全国で横行している。
2020年12月に確認されている範囲で、スピーディーな給付のために性善説で手続き簡素化したことを利用し、「新型コロナウイルスの影響を受けた事業者を支援」の持続化給付金不正受給とされる総額が、最低約30億円を超えることが判明している。
2020年夏頃から不正受給に関連する報道が増加した。同年夏に会社員やアルバイト学生など若者らも申請可であるかどうか消費生活センターに相談が寄せられており、兵庫県立消費生活総合センターは「『会社員やアルバイトの学生も申請可』と偽るケースがある。不正受給は詐欺罪に当たる。安易な儲け話に乗らないで」と呼び掛けている。
同年8月には「コロナの関係で、国から100万円もらえる」と不正受給グループ指南役の男性会社役員らは希望者を募り、「紹介料を払うから」と彼らにも知人を勧誘するよう持ちかけ、20-30代の若者や学生ら約400人に不正受給させた事件が起きている  役員らは愛知県警に詐欺罪で逮捕された。これが持続化給付金における初の大規模摘発であった。
同2020年9月には沖縄タイムスの社員と関連会社の社員が不正受給していたことが報じられた。
2020年10月30日、経済産業省は、10月29日までに持続化給付金の返還の申し出が6028件、金額で計7億9200万円あったと発表した。
2020年12月2日、給付金200万円を騙し取ったとして警視庁は国立印刷局の職員2人を逮捕し、その後さらに2人を追加で書類送検した。警視庁は、職員の内1人が同僚らに不正受給の方法を指南し報酬を受け取ったとみている。
2021年1月、慶應義塾大学野球部所属の学生が不正受給に関与していたとして逮捕された。
2021年6月には、給付金事務を取り扱う当の経済産業省の若手官僚2人が不正受給に関与していたとして逮捕された。
相次ぐ不正受給を受けて、2020年秋には弁護士による不正受給者への自首支援の動きが高まった。反社会勢力から不正受給をネタに脅迫を受けることで犯罪への加担を続けるリスクを回避するためにも、一般に不正受給者は自首を行うべきだとされる。
2022年5月には4人家族を中心とするグループが少なくとも計960件以上の不正な申請に関わり、計約9億6千万円分の受給を主導した。彼らは「誰でもお金がもらえる」とセミナー開催・知人紹介経由で、全国から計約1780件の名義人を集め、このうち約960件以上不正に給付金を受給させることで給付金が振り込まれた名義人から1件あたり十数万～数十万円の報酬を得ていた。ひとつのグループによる不正受給額としては過去最大規模であり、インドネシアに逃亡した父以外の母と長男・次男が逮捕され、父も同国で不法滞在容疑で拘束された後、日本への移送中に逮捕された。
2022年6月には、持続化給付金総額およそ2億円あまりを騙し取ったとして、既に逮捕された現役の鶴見税務署職員ら現・元東京国税局職員2人を含む9人前後の中核グループの主犯格が、海外逃亡先のドバイから帰国し逮捕された。